# Гданьский трамвай
Трамвайная система Гданьска (пол. Komunikacja tramwajowa w Gdańsku) является частью компании «Гданьские автобусы и трамваи», работающей по заказу городского транспортного управления Гданьска.

## История трамвайного транспорта в Гданьске

### Конка
Первая линия конки была построена берлинской фирмой Deutsche Pferdeeisenbahn и открыта 23 июня 1873 года. Трасса пролегала от Сенного Рынка (нем. Heumarkt) через Вжещь до Оливы. В 1877 всё имущество берлинской фирмы выкупила гданьская фирма Otto Braunschweig und Oskar Kupferschmidt, под её управлением были построены следующие линии:
- от центра на Оруню (1878),
- от Угольного Рынка (нем. Kohlenmarkt) через ул. Двугу (нем. Langgasse), Длинный Рынок (нем. Langer Markt), Двуге Огроды (нем. Langgarten)до Жулавских Ворот, а также в Нижний Город (1883),
- от железнодорожного вокзала Danzig Petershagen, что был возле нынешней Торуньской улицы, через Верхний Город до Рыбного Рынка (нем. Fischmarkt)(1886)
- от центра до Седлец (1886).

В этот период в Гданьске функционировали следующие трамвайные парки:
- на Вжеще, около Mirchauer Weg (сегодня — улица Партизан) был расположен первый в городе трамвайный парк,
- на Wiedengasse (сегодня — Лонковая ул.) в Нижнем Городе,
- деревянные сараи на Оруни и Седлецах.

### Пуск электрического трамвая
В 1894 году фирму Danziger Strassen Eisenbahn выкупила берлинская фирма AEG. Был поднят вопрос об электрификации сети, электрификация была начата годом позднее. Движение электрических трамваев было открыто 12 августа 1896 года в направлении на Орунь и Седлецы. Однако дальнейшее открытие затянулось из-за необходимости перевески существующих телефонных и силовых воздушных линий, попадавших в габарит контактной подвески, и до Вжеща электрические трамваи пошли только с 28 августа, а полностью вся сеть была переведена на электротягу к концу того же года. В том же 1896 году были также построены участок, связавший новый Главный Вокзал с Угольным Рынком, и линия от Рыбного Рынка по ул. Валовой (пол. Wałowa ul.) до Штадтграбен (нем. Stadtgraben).

### Трамвай во время Первой Мировой
С 1 мая 1914 года была введена нумерация маршрутов, номерные маршрутоуказатели заменили использовавшиеся до этого трафареты с названиями конечных. В феврале 1917 года стало не хватать угля и запчастей, пути пришли в неудовлетворительное состояние, вследствие чего начались сходы вагонов и крушения.

### Восстановление после 1945-го
По окончании военных действий трамвайная система была недееспособна: контактная сеть фактически отсутствовала, пути были сильно разбиты, ни один вагон не был пригоден к эксплуатации. В апреле 1945 года было начато восстановление трамвайного хозяйства. По инициативе муниципалитета в Гданьске был создан Департамент городских коммуникаций. В Гданьск прибыли трамвайщики из Познани, Варшавы и Лодзи, вместе с гданьчанами они приступили к восстановлению хозяйства. Депо на Вжеще пострадало не сильно, сараи на Лонковей остались без крыши на обоих нефах, было разрушено здание мастерской. 28 июня 1945 было возобновлено движение трамваев. Реконструкция всех существовавших линий была завершена в 1947 году. Были ликвидированы пути на улицах Широкой, Ковальской и Коженной и служебные пути в старом пригороде. В 1946 году был запущен новый маршрут в Сопоте.

### С 1989 по наши дни
В 1999 году в Нижнем Городе было ликвидировано депо Лонкова. На его месте обустроен автопаркинг.
В марте 2021 году окончился линейная эксплуатация вагонов 105Na.

## Маршруты

### Список маршрутов
| Номер | Схема | Трасса                                      | Длина(км) | Среднее время в один конец | Количество остановок | Тип курсирования         |
| ----- | ----- | ------------------------------------------- | --------- | -------------------------- | -------------------- | ------------------------ |
| 2     |       | Lawendowe Wzgórze – Jelitkowo               | 18        | 58                         | 36                   | Обычный                  |
| 3     |       | Nowy Port Oliwska - Łostowice Świętokrzyska | 11        | 49                         | 31/32                | Обычный                  |
| 4     |       | Lawendowe Wzgórze – Jelitkowo               | 14        | 57                         | 36                   | По рабочим дням          |
| 5     |       | Nowy Port Oliwska – Oliwa                   | 13,5      | 50                         | 33/32                | Обычный                  |
| 6     |       | Łostowice Świętokrzyska – Jelitkowo         | 18        | 63                         | 39/40                | Обычный                  |
| 7     |       | Łostowice Świętokrzyska – Nowy Port Oliwska | 14        | 45                         | 28/27                | Час пик, по рабочим дням |
| 8     |       | Jelitkowo – Stogi                           | 16,5      | 58                         | 38                   | Обычный                  |
| 9     |       | Strzyża PKM – Stogi Plaża (Stogi)           | 14,5      | 46                         | 30/31                | Обычный                  |
| 10    |       | Brętowo PKM – Nowy Port Góreckiego          | 13        | 41                         | 27/25                | Обычный                  |
| 11    |       | Lawendowe Wzgórze – Strzyża PKM             |           |                            | 30                   | По рабочим дням          |
| 12    |       | Zaspa - Ujeścisko (Lawendowe Wzgórze)       | 22,5      | 76                         | 48/49                | Обычный                  |

## Конечные станции Гданьского трамвая
| - Используемые в маршрутном движении - Бжезьно (пол. Brzeźno) (м-т 3) - Хелм (пол. Chełm) Витоса (м-ты: 11) - Центр (Centrum) (две закольцовки по улицам — м-ты: 14) - Елитково (пол. Jelitkowo) (м-ты: 2, 6, 8) - Лостовице / Оруня Верхняя (пол. Łostowice / Orunia Górna) (м-ты: 2, 6, 7) - Новы Порт (пол. Nowy Port) (две закольцовки по улицам — м-ты: 4, 5, 7, 10, 14) - Олива (пол. Oliwa) (м-т 2, 12) - Пжерубка (пол. Przeróbka) (м-ты: 9) - Седльце (пол. Siedlce)(м-ты: 10, 12) - Стоги Пасаниль(пол. Stogi Pasanil) (м-ты 3, 8) - Стоги Пляж (пол. Stogi Plaża) (м-ты: 3, 8, 63) - Вжещ Абрахама (пол. Wrzeszcz Abrahama) (м-т 5, 9) - Заспа (пол. Zaspa) (м-ты: 4, 11) - Используемые сезонными маршрутами - Бжезьно Пляж (пол. Brzeźno Plaża) (м-т 63) | - Неиспользуемые в маршрутном движении - Клинична (пол. Kliniczna) - Отключенные от сети - Сопот (пол. Sopot) (1961) - Оруня (пол. Orunia) (1974) - Лонкова улица (пол. Ulica Łąkowa) (1999) - Запланированные на перспективу - Яблонёва (пол. Jabłoniowa) - Мигово — Булоньска (пол. Migowo - Bulońska) - Оруня ПКП (пол. Orunia PKP) |

## Технические характеристики
Трамвайная сеть Гданьска имеет колею 1435 мм. В двухпутном исчислении протяжённость сети составляет 49,3 км, а протяжённость обслуживаемой контактной сети 116,7 км. (данные на 2009 год). Трамваи отстаиваются в двух депо: на Вжеще, ул. Вита Ствоша, и в Новом Порте, ул. Владислава IV.

### Подвижной состав

#### Маршрутные вагоны
| Модель                        | Вид | Начало эксплуатации в Гданьске           | Количество |
| ----------------------------- | --- | ---------------------------------------- | ---------- |
| Konstal 114Na                 |     | 1997 модернизация: 2013, 2016–2017       | 2          |
| Alstom NGd99                  |     | 1999-2000 модернизация: 2016–2017        | 4          |
| Bombardier NGT6               |     | 2007                                     | 3          |
| Düwag N8C / Modertrans N8C-NF |     | 1978-1986 модернизация: 2009, 2015, 2017 | 60         |
| Pesa 120Na                    |     | 2010-2011                                | 35         |
| Pesa 128NG                    |     | 2014, 2019-2021                          | 35         |

#### Музейные вагоны
| Модель        | Вид | Год постройки | Годы эксплуатации в Гданьске | Количество | Описание |
| ------------- | --- | ------------- | ---------------------------- | ---------- | -------- |
| Конка Грумс   |     | 1873          | 1873-?                       | 1          |          |
| Бергманн      |     | 1927          | 1927–1973                    | 1          |          |
| Tw269         |     | 1930          | 1930–1958                    | 1          |          |
| Konstal N     |     | 1952          | 1951–1986                    | 1          |          |
| Konstal 102Na |     | 1970, 1972    | 1970–1988                    | 2          |          |
| Konstal 105N  |     | 1977          | 1975–2004/2005               | 1          |          |
| Konstal 105Na |     | 1975–1990     | 1981–2021                    | 5          |          |

### Трамвайные депо

#### Действующие
- депо на Вжеще (улица Вита Ствоша)
- депо на Новом Порте (улица Владислава IV)

## Планы развития
В соответствии с планом развития городского транспорта Гданьска (GPKM III) строится линия на Лостовице (пол. Łostowice). Трамваи будут следовать от существующей петли Хелм Витоша (пол. Chełm-Witosa), затем вдоль улицы Витоша (пол. ul. Witosa), вдоль проектируемой улицы Новой Лодзьской пол. ul. Nowa Łódzka, которая пройдёт параллельно улице Лодзьской (пол. ul. Łódzka). Конечная будет у пересечения Лодзьской и Светокжыской (пол. Świętokrzyska). На линии предполагается использовать модернизированные составы вагонов Düwag N8C из Дортмунда и новые низкопольные поезда PESA 120Na. Линию планируется сдать в 2011 году.